# Anomaloppia iranica
Anomaloppia iranica är en kvalsterart som beskrevs av Bayartogtokh och Akrami 2000. Anomaloppia iranica ingår i släktet Anomaloppia och familjen Oppiidae. Inga underarter finns listade i Catalogue of Life.